# Nara-kor

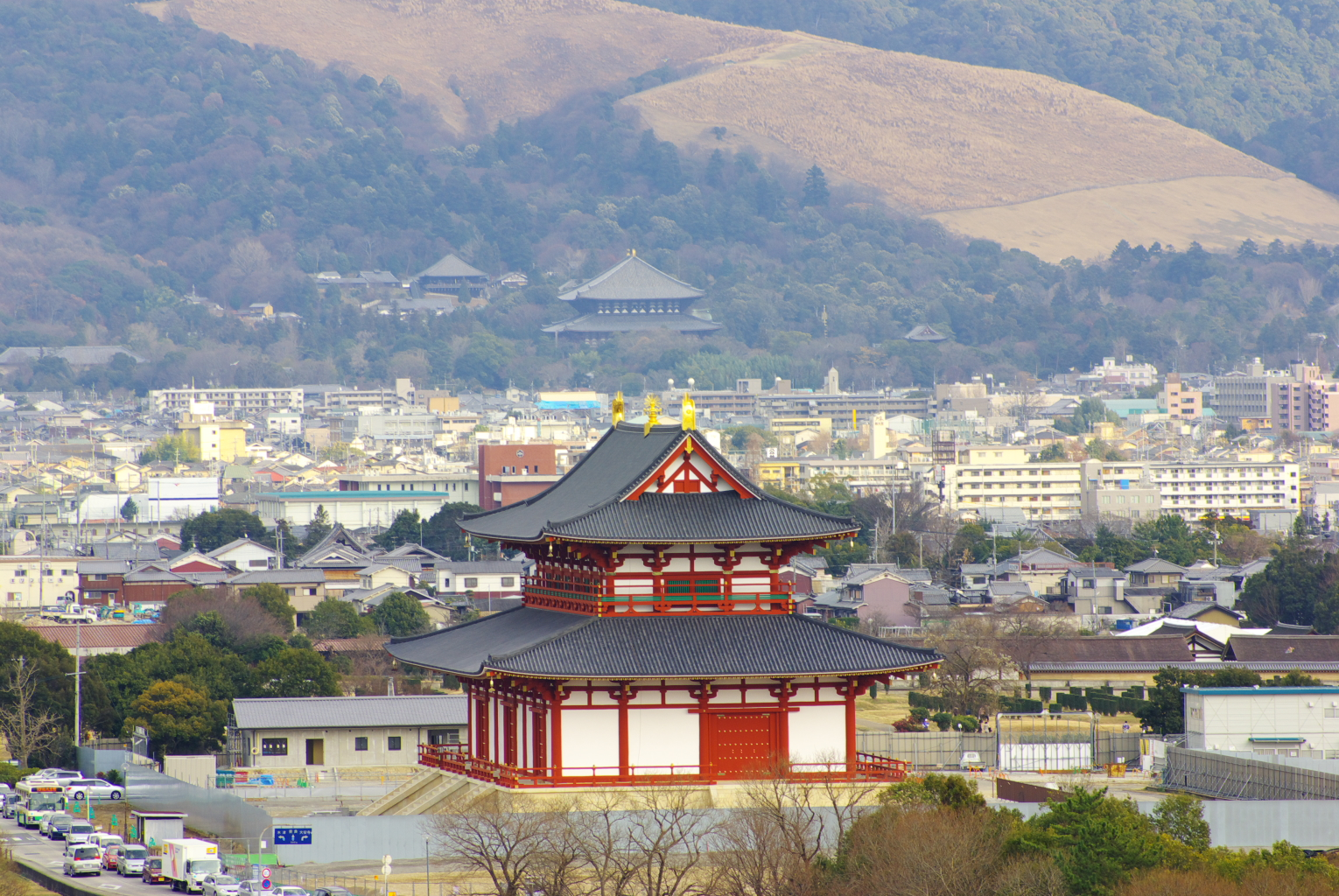
A hajdani császári palota egyik rekonstruált épülete

A Nara-kor (奈良時代, Nara dzsidai) a japán történelem 710-től 794-ig tartó időszaka, első nagy virágkora. A Genmei japán császárnő által alapított új főváros, Heidzsókjó, a mai Nara a japán állam központja maradt egészen 784-ig, amikor Kammu császár átmenetileg új fővárost építtetett (Nagaokakjó), majd egy évtizeddel később véglegesen Heiankjóba tette át székhelyét. A Nara-korban a japán társadalom mezőgazdasági jellegű volt, és falvak köré szerveződött, ezek lakosainak többsége a természet- és őstiszteleten alapuló sintó vallást követte. Narát a kínai Tang-dinasztia fővárosának, Csangannak mintájára építették fel (észak–déli irányú főutcája majdnem 100 méter széles volt), helyét fengsujmódszerekkel jelölték ki, a japán vezető rétegek kínai szokásokat vettek át, kínai kandzsikkal írtak, és a buddhizmust tették vallásukká.

## Gazdaság, társadalom, közigazgatás
Egészen a Taihó-törvénykönyv megalkotásáig a fővárost minden császár halálával továbbköltöztették, abban a hitben, hogy a halál helyszíne beszennyeződött. A Taihó-reform és a kormányzati rendszer végleges kidolgozása tette lehetővé, hogy 710-ben állandó főváros jöjjön létre Heidzsókjóban. Ennek ellenére 740 és 745 között a császári központot még három másik helyre tették át, mielőtt Narában végképp megállapodott. A korábbi „fővárosokkal” ellentétben Nara igazi urbánus településsé fejlődött, egyes becslések szerint 200 000 lakosa lehetett (ami az ország összlakosságának 4%-át tehette ki), ebből 10 000 állami alkalmazottként dolgozott.
A Nara-korban egyre nagyobb gazdasági és adminisztratív munkálatok folytak, utakat építettek Nara és a tartományi központok közé, szervezetten és rendszeresen szedték az adókat. Narán kívül azonban alig zajlott kereskedelmi tevékenység, és Sótoku herceg földreformjai lassan feledésbe merültek. A 8. század közepétől kezdtek kialakulni az egész középkori japán történelmet meghatározó sóen típusú nagybirtokok, amelyeknek közigazgatása önellátó lett, ugyanakkor a földtől való megfosztottság és a növekvő adóterhek egyre több parasztot kényszerítettek elvándorlásra, végső soron pedig a terebélyesedő magánbirtokokon amolyan jobbágyként való megtelepedésre. Az országot közigazgatásilag tartományokra (kuni), körzetekre (gun), községekre (gó) és falvakra (ri) osztották. A kor első feléből származó dokumentumok 67 tartományt, 555 körzetet, 4012 községet és 12 036 falut sorolnak fel.
A császári udvarban napirenden voltak a hatalmi harcok. A császári család tagjai, vezető udvari famíliák (például a Fudzsivarák, Tacsibanák) és buddhista papok versengtek a minél nagyobb befolyásért. Fudzsivara no Fuhito halálával Nagaja császári herceg kerekedett felül. Fuhito négy fia, Mucsimaro, Umakai, Fuszaszaki és Maro azonban a lánytestvérük által szült herceget, Sómut ültette a trónra, és 729-ben magát Nagaja herceget is letartóztatták (a hercegnek öngyilkosságot kellett elkövetnie). Diadaluknak az első feljegyzett himlőjárvány vetett véget, amely 735-ben Kjúsúról terjedve két év alatt mind a négy fivért elragadta. Állítólag az uralkodót annyira megrázta a katasztrófa (a ragály a lakosság 25–35%-át elpusztította), hogy háromszor is elköltöztette székhelyét. A kor második felében a pénzügyi nehézségek miatt egyre több udvari hivatalnokot bocsátottak el. 792-ben eltörölték az általános hadkötelezettséget (a Taihó-törvénykönyv a 21 és 60 év közötti férfiak egyharmadát kötelezte egytől három évig tartó szolgálatra), s a körzeti vezető tisztviselők rendfenntartási célokra magánhadseregeket állíthattak fel, ezzel kezdetét vette a hatalom decentralizálódása. Végső soron ez vezetett ahhoz, hogy az udvart az újraösszpontosítás érdekében előbb Nagaokakjóba, majd 794-ben Heiankjóba, a Heian-kor székhelyére költöztették át.

## Kulturális fejlemények és a buddhizmus bevezetése

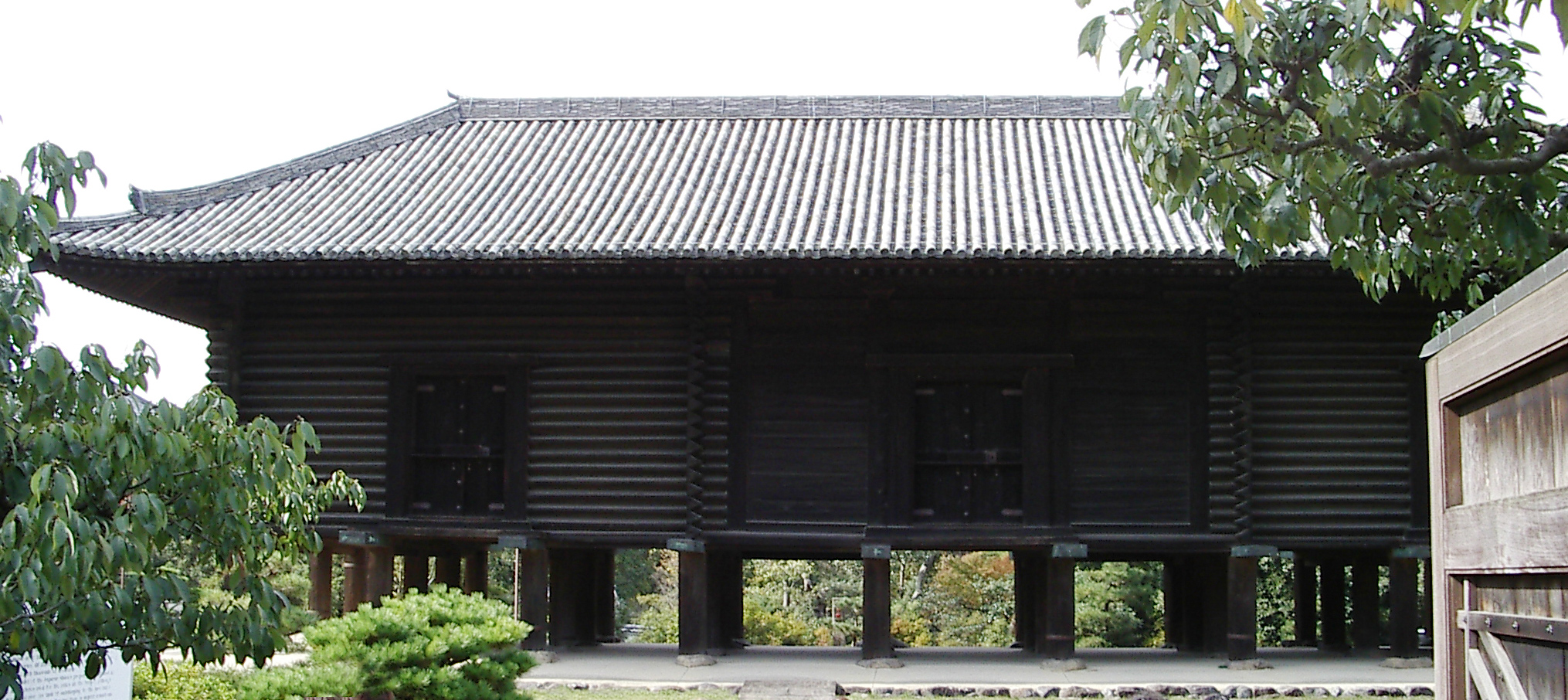
A Sószóin

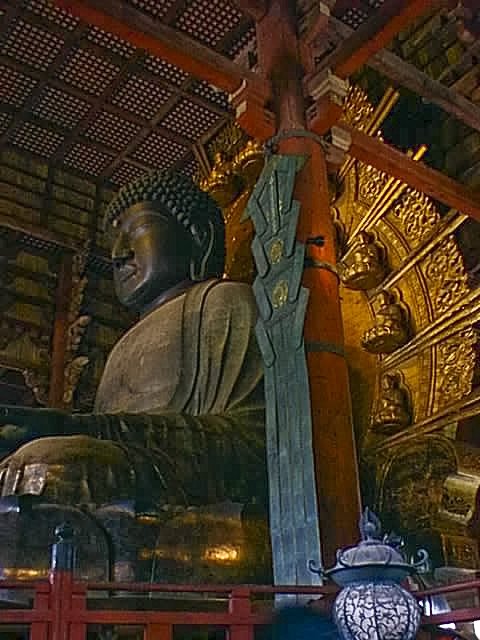
A Tódaidzsi Daibucuja

A császári udvar, meg akarván örökíteni művét és történelmét, krónikák létrehozását rendelte el, így születtek meg a Nara-kor első irodalmi emlékei s egyben a japán irodalom első nagy művei, a Kodzsiki és a Nihonsoki. E könyvek politikai jellegűek, a császári ház uralmának megszakítatlan jogfolytonosságát hivatottak alátámasztani. Az írásbeliség terjedésével megszülethetett az írott japán költészet, a vakairodalom is: 759 körül személyes gyűjtemények felhasználásával összeállították az első nagy japán versantológiát, a Manjósút, még korábban, 751-ben pedig a kínai nyelvű Kaifúszót, amelynek költeményeit kizárólag császárok és császári hercegek írták. A kanaírás feltalálásáig kínai írásjegyeket használtak a japán hangok megjelenítésére, ezeket nevezzük manjóganá-nak.
Meghatározó kulturális és politikai fejlemény volt a buddhizmus bevezetése. A tan a koreai Pekcse királyság közvetítésével érkezett a 6. században, de csak a Nara-korban, Sómu császár aktív pártfogásának köszönhetően szilárdult meg. Sómu és Fudzsivara-feleségei, -ágyasai, hithű buddhisták lévén, kitartóan terjesztették a tant, „az állam támasza” titulussal ruházták fel, és az intézményi rend megerősítését várták tőle. (A japán buddhizmus már ekkor sem volt egységes, noha a „narai hat szekta” egyike sem élvezett elsőbbséget.)
Sómu uralma alatt építették a Tódaidzsi templomot, benne a Dainicsi Buddha 15 méter magas aranyozott, lótuszszirmon ülő bronzszobrával, a Daibucu-val. Ezt a buddhát a sintó napistennőjével, Amateraszu Ómikamival azonosították, és fokozatosan megvalósították a buddhizmus és a sintó szinkretikus egybeolvasztását. Sómu a „három kincs” szolgájává nyilvánította magát, a három kincs pedig: a Buddha, Buddha törvényei és a buddhista hitközösség. Minden tartományban buddhista templomok építését rendelték el, amelyeknek a központi Jamato tartományban álló Tódaidzsi lett a főtemploma.
A buddhizmus nem vált ugyan formális államvallássá, növekvő befolyása mégis erősítette a császári ház státusát. Befolyása tovább szilárdult Sómu lányának két uralma alatt, aki Kóken császárnőként buddhista papokat hozatott az udvarba. Kóken unokatestvére, Fudzsivara no Nakamaro nyomására 758-ban lemondott ugyan a trónról, ám kedvence, a Dókjó nevű gyógyító szerzetes miatt Nakamaro 764-ben mégis felkelést robbantott ki. A felkelés elbukott, Kóken cinkossággal vádolva lemondatta utódját, és Sótoku császárnőként ismét trónra lépett. 1 millió „imatalizmán” (hjakumantó darani) készítésére adott parancsot, ezekből több is fennmaradt: a 770-ből származó kis tekercsek a legkorábbi nyomtatványok közé tartoznak az egész világon. Dókjó befolyása (dadzsó daidzsin zendzsi-vé, vagyis „papi főminiszterré” lépett elő, s azt pletykálták, hogy Sótoku az utódjává akarta kinevezni) oda vezetett, hogy a nőket kizárták a trónutódlásból, buddhista papok pedig nem viselhettek többé politikai hivatalt.
A kor számos japán és import műalkotását a Tódaidzsi „kincstárában”, a Sószóinben helyezték el, ahol máig megtalálhatók. Vannak köztük a selyemút különböző állomásairól, Kínából, Koreából, Indiából, az iszlám birodalomból, sőt a Bizánci Birodalomból származók is: brokátok, selymek, szövetek, zeneszerszámok, tükrök, táncmaszkok, fegyverek. Több mint 10 000 dokumentumát általában szútramásolatok vagy kiselejtezendő hivatalos iratok hátára rótták, így rengeteg korabeli anyag fennmaradását biztosították, ami nem csak a történészeknek, hanem például a kanaírás fejlődését kutatóknak is felbecsülhetetlen forrás.

## Nemzetközi kapcsolatok

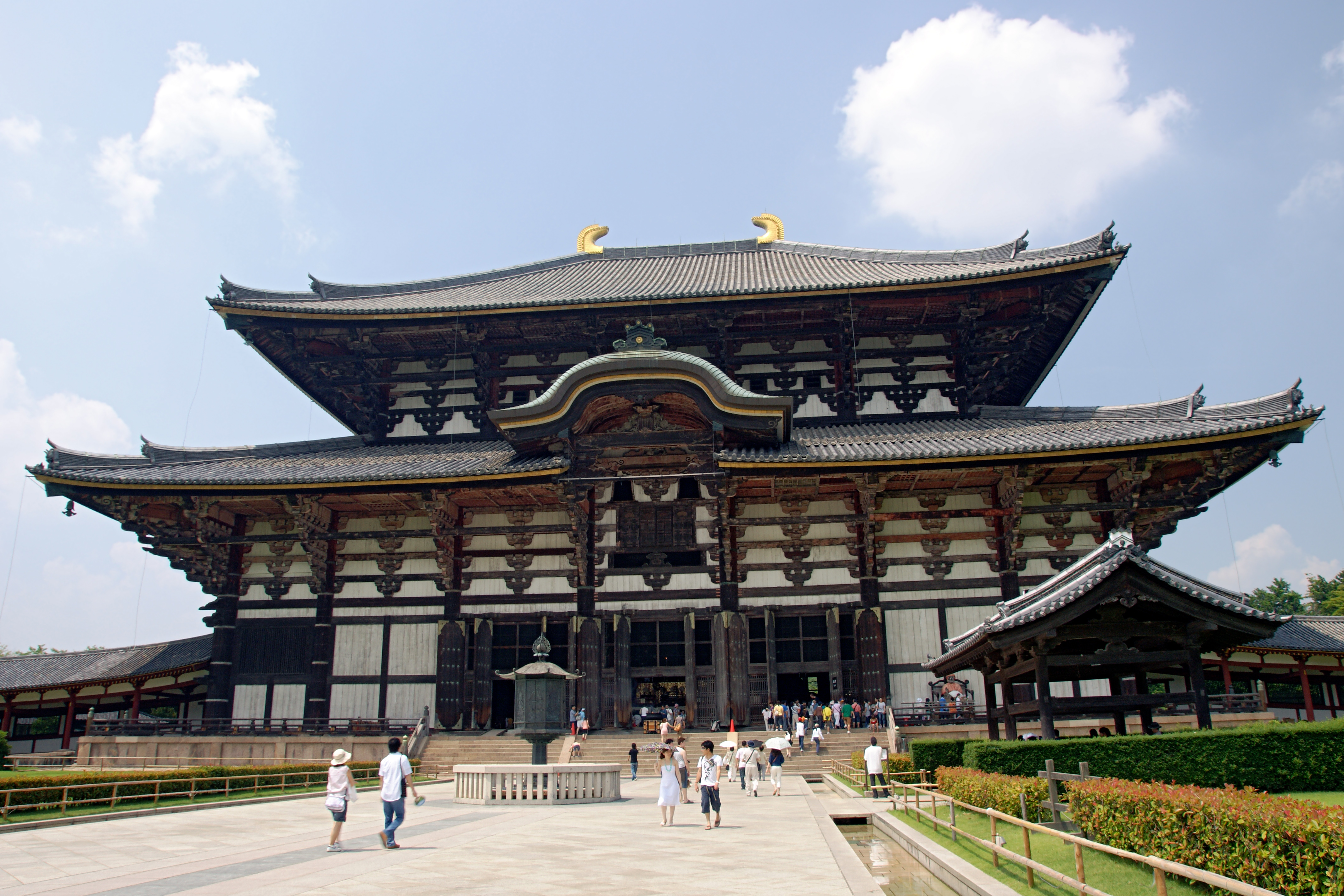
A Tódaidzsi Nagycsarnoka, amelyben a 15 m-es ülő Buddha-szobor található

A narai udvar céltudatosan importálta a kínai kultúrát: átlag húszévenként 5–600 fős követséget menesztett a Tang-dinasztia fővárosába. Sok japán világi és szerzetes fiatal tanult Csanganban, köztük Abe no Nakamaro, aki letette a nem könnyű kínai közhivatalnoki vizsgát, és egyéb megbízatásai mellett Annam tartomány főkormányzójaként szolgálta a kínai udvart. Mások, mint például Kibi no Makibi, Kínából hazatérve magas kormányzati pozíciókba jutottak Narában. Maga a Tang-udvar sosem küldött követséget Japánba, mert a japán „királyok”, ahogy nevezték őket, nem ismerték el hűbéruruknak a kínai uralkodót.
A koreai Silla királysággal kezdetben jó viszonyt ápolt a narai udvar, a Szillától északra levő Palhe királyság felemelkedése azonban véget vetett ennek. Palhe először 728-ban küldött követséget Narába, ahol Palhét elismerték Kogurjo királyság utódának. (Kogurjo szövetségese volt Japánnak, mielőtt Silla egyesítette a „három koreai királyságot”.)